# Mano (Serra Leoa)

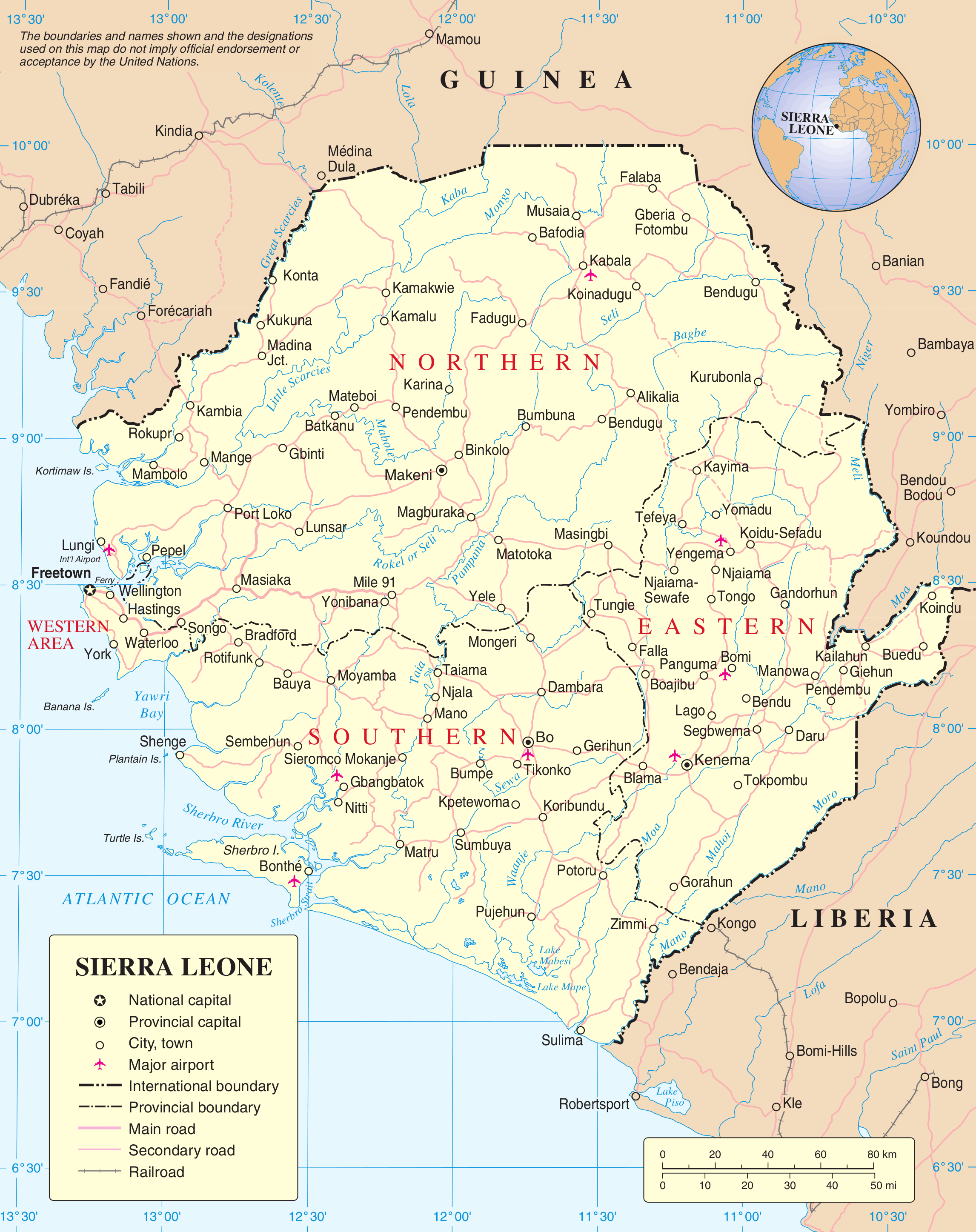
Localização de Mano em Serra Leoa

Mano é uma cidade da Serra Leoa, localizada as margens do rio Taia em uma altitude de 55 metros (184 pés).